# Бродман, Рене
Рене́ Бро́дман (фр. René Brodmann; 25 октября 1933, Эттинген, Базель-Ланд — 2000) — швейцарский футболист, играл на позиции защитника. Участник чемпионата мира 1966 года.

## Биография

### Клубная карьера
Бродман начинал карьеру в клубе «Нордштерн» из Базеля. В 1958 году перешёл в клуб Суперлиги «Грассхоппер». За «Грассхоппер» Бродман отыграл три сезона, сыграл 59 матчей и забил 3 гола.
В 1961 году перешёл в «Цюрих», но в сезоне 1961/62 не играл. Дебютировал за «Цюрих» 28 июля 1962 года в товарищеском матче против «Санкт-Галлена» — «Цюрих» выиграл матч со счётом 4:3. В составе «Цюриха» отыграл 5 сезонов, выиграл 2 чемпионских титула и Кубок Швейцарии в 1966 году. Всего сыграл за «Цюрих» 173 матча, а также в 1967 году в течение некоторого времени возглавлял «Цюрих».
В 1967 году перешёл в «Санкт-Галлен», за который отыграл два сезона, работая также играющим тренером.

### Карьера в сборной
Дебютировал за сборную Швейцарии 23 декабря 1962 в товарищеском матче со сборной ФРГ — Швейцария проиграла ту встречу 1:5, а Бродман открыл счёт в начале матча.
Принимал участие на чемпионате мира 1966 года, где сыграл в двух матчах со сборными Испании (1:2) и Аргентины (0:2). Проиграв три матча на групповом этапе, сборная Швейцарии в плей-офф не попала. Всего за сборную Швейцарии сыграл 5 матчей и забил 1 гол.

## Достижения
«Цюрих»
- Чемпион Швейцарии (2): 1962/63, 1965/66
- Обладатель Кубка Швейцарии (1): 1965/66

«Санкт-Галлен»
- Обладатель Кубка Швейцарии (1): 1968/69